# Лемъю (приток Вишеры)
Лемъю (Лём-Ю, Лэмъю, Лемью, коми Льӧмъю — черёмуховая река) — река в России, протекает в Корткеросском районе Республики Коми, у истока небольшой участок русла находится в Княжпогостском районе. Устье реки находится в 183 км по правому берегу реки Вишеры. Длина реки составляет 32 км.

## Данные водного реестра
По данным государственного водного реестра России относится к Двинско-Печорскому бассейновому округу, водохозяйственный участок реки — Вычегда от истока до города Сыктывкар, речной подбассейн реки — Вычегда. Речной бассейн реки — Северная Двина.
Код объекта в государственном водном реестре — 03020200112103000016576.